# 八剌汗
八剌汗（1422年－1427年在位），白帐汗国最后一位可汗。他父亲科利贾克（1391年－1420年在位）与祖父兀鲁思也是白帐汗。其受到帖木儿王朝的兀鲁伯支持而得位並介入金帐汗国，在位五年后因受金帐汗攻打而死。
后来昔班後裔的阿布海儿强大起来，攻击其他术赤系王子。他的儿子贾尼别克和堂侄克列為了反击，1456年前往蒙兀儿斯坦，成立哈萨克汗国。
| 前任者： 兀魯·穆罕默德 | 金帳汗國君主 1423年–1426年 | 繼任者： 兀魯·穆罕默德 |
| 前任者： 兀魯·穆罕默德 | 金帳汗國君主 1427年–1428年 | 繼任者： 兀魯·穆罕默德 |